# 毕井泉
毕井泉（1955年9月—），汉族，黑龙江庆安人。北京大学经济系毕业，中共中央党校研究生学历，北京大学中国经济研究中心高级管理人员工商管理硕士。1978年3月加入中国共产党，是中共第十九届中央委员。曾任全国政协经济委员会副主任、国家市场监督管理总局党组书记、副局长，国家食品药品监督管理总局局长、党组书记，国务院副秘书长、国家发改委副主任等职。

## 仕途经历
毕井泉早年在家乡庆安县务农，曾在乡政府经营管理站、电管站工作。1978年3月，考入北京大学经济系学习，获得经济学学士学位。1982年2月毕业后，被分配到国家物价局工作；历任农产品价格司综合处副处长、处长，价格规划司副司长、综合司副司长。1994年3月，调任国家计委价格管理司、收费管理司任副司长；1996年10月改任工农产品价格管理司、价格司、经贸司司长。2005年9月，任国家发展和改革委员会秘书长。
2006年1月，升任国家发展和改革委员会副主任、党组成员；2008年3月，转任国务院副秘书长、机关党组成员。2015年1月，任国家食品药品监督管理总局局长、党组书记，晋升正部级。同年4月24日，被免去国务院副秘书长职务。在国家食品药品监督管理总局局长任上，大力推进了药品审评审批的透明化、高效化工作。其任上推进了飞行检查常态化。整个毕井泉时代的食药监，在临床实验数据造假监管、仿制药标准、审评审批透明度、上市许可制度上一直动作不断，被评价为“3年的变革，比过去30年的总和还要多”。
2018年3月21日，国家工商行政管理总局、国家质量监督检验检疫总局、国家食品药品监督管理总局功能合并，新组建的国家市场监督管理总局正式成立。63岁的毕井泉任国家市场监督管理总局党组书记、副局长。2018年8月16日，中共中央政治局常务委员会召开会议，听取关于吉林长春长生公司问题疫苗案件调查及有关问责情况的汇报，会议决定要求毕井泉等相关涉事官员引咎辞职。据身边人透露，毕井泉离职后仍心系药监，勤勉认真，温读历史和经济书籍，极少与外界接触。这期间毕井泉的唯一一次公开露面，是2019年10月他以中央委员身份出席了中共十九届四中全会。
2020年8月，在引咎辞职两年后，65岁的毕井泉被增补为十三届全国政协委员，并出任全国政协经济委员会副主任。2023年3月，毕井泉当选第十四届全国政协常委、经济委员会副主任。
2025年5月29日，因涉嫌严重违纪违法，接受中央纪委国家监委纪律审查和监察调查。
2025年6月25日，被免去畢井泉第十四屆全國政協常委、經濟委員會副主任職務，撤銷其委員資格的決定。

## 个人生活
毕井泉有两次婚姻；现任妻子是杨婷婷（1982年出生），两人相差27岁。杨是琵琶演奏家，中央音乐学院硕士毕业，跨界学习国民经济管理，获得博士学位。现在是中国音乐学院副教授。曾获中国音乐最高奖“金钟奖”全国琵琶比赛金奖。